# Noi, i ragazzi dello zoo di Berlino
Noi, i ragazzi dello zoo di Berlino (Wir Kinder vom Bahnhof Zoo) è un libro pubblicato nel 1978 dai giornalisti Kai Hermann (Amburgo, 29 gennaio 1938) e Horst Rieck (Berlino, 1941) e dalla protagonista Vera Christiane Felscherinow. Questa biografia memorialistica descrive con particolare realismo il trasloco a sei anni dalla campagna di Amburgo al sobborgo berlinese di Gropiusstadt, l'infanzia difficile, il padre violento e la separazione dei genitori, l'iniziazione alle droghe "da trip" come l'LSD, dapprima in un oratorio protestante, poi nella discoteca berlinese Sound. Seguono i primi innamoramenti, le prime amicizie e la caduta nel tunnel della tossicodipendenza e della prostituzione.

## Storia
Durante una loro ricerca sul mondo della droga e sulla prostituzione, il 7 febbraio 1978 i giornalisti del settimanale Stern Kai Hermann e Horst Rieck e il fotografo Jürgen Müller Schneck stavano assistendo, presso il tribunale del distretto di Moabit di Berlino Ovest, a un processo (che era partito con un procedimento d'accusa depositato nel luglio del 1977) contro Heinz W., un rappresentante di commercio di 55 anni. L'uomo aveva pagato con dosi di eroina i servizi sessuali di alcune prostitute adolescenti, tra le quali appunto la quindicenne Vera Christiane Felscherinow (imputata e testimone nello stesso processo che si è concluso nel giugno del 1978 con la sua condanna per detenzione di droga e ricettazione, condanna sospesa con la condizionale in quanto i giudici riconobbero come attenuanti l'incensuratezza e la minore età).
Horst Rieck ha chiesto un'intervista a Vera Christiane Felscherinow, presente in aula quel giorno. Il pomeriggio, inizialmente previsto per l'intervista nell'appartamento di Berlino di quest'ultimo, si è poi trasformato in due mesi.
(Kai Hermann e Horst Rieck, giornalisti di Stern)
Le trascrizioni delle registrazioni di questa serie d'interviste vennero prima pubblicate a puntate sul settimanale e poi diedero vita al libro Noi, i ragazzi dello zoo di Berlino, uscito in Germania nello stesso anno. Il libro, che destò molto scalpore per via della giovanissima età dei protagonisti coinvolti nella tossicodipendenza e nella prostituzione, fu ben presto tradotto in molte lingue e, oltre a rendere Vera Christiane Felscherinow famosa in tutto il mondo, diventò un controverso simbolo per la generazione che più di tutte fu vittima dell'eroina.
In Italia viene pubblicato nel 1981 dalla casa editrice Rizzoli con la traduzione della giornalista Roberta Tatafiore. Tale versione, il cui titolo italiano appare inappropriato in quanto Bahnhof Zoo ("stazione dello zoo") è il nome colloquiale in tedesco della stazione ferroviaria di Berlino solamente limitrofa al giardino zoologico Zoologischer Garten Berlin, presenta degli errori nell'indicazione di alcuni dei luoghi di Berlino in cui si svolge la storia e non contiene le fotografie presenti nella versione originale.
Nel 1981 ne fu tratto il film Christiane F. - Noi, i ragazzi dello zoo di Berlino (Christiane F. - Wir Kinder vom Bahnhof Zoo), con la regia di Uli Edel e la colonna sonora di David Bowie, che si rivelò essere uno dei maggiori successi cinematografici di quell'anno consacrando ancora di più Vera Christiane Felscherinow alla notorietà globale.
In un'intervista del 2013, Kai Hermann ha affermato che, prima della sua pubblicazione, il testo originale del libro è stato modificato all'insaputa sua e di Horst Rieck, cancellando i passaggi considerati troppo drastici (anche se importanti, come ad esempio una scena decisiva per l'uscita di Vera Christiane Felscherinow dall'ambiente della droga, ossia lo stupro subito da parte di diversi uomini).

## Trama
All'età di sei anni Christiane si trasferisce a Berlino nel quartiere di Kreuzberg in Paul-Lincke-Ufer, lungo il canale Landwehr, con la sorella minore e i suoi genitori, intenzionati a migliorare la propria situazione aprendo un’agenzia matrimoniale, idea che in breve tempo non va però a buon fine. Questo fallimento porta la famiglia ad avere problemi economici e a dover prendere casa nel periferico quartiere dormitorio di Gropiusstadt.
La situazione nel quartiere non è delle più rosee, infatti se da fuori sembra un tranquillo quartiere operaio, dall’interno si scopre piuttosto degradato e, a causa di una serie infinita di divieti, senza possibilità di svago per i ragazzi. Anche dopo il trasferimento nella nuova casa il padre non riesce a trovare lavoro e sfoga la sua frustrazione con violenze fisiche e verbali nei confronti delle figlie e della moglie. A questo si aggiunge la separazione dei genitori e l'allontanamento della sorella, Annette Felscherinow, di un anno più piccola, che decide di andare a vivere con il padre: Christiane si ritrova a vivere con la madre e con il suo nuovo e giovane compagno Klaus, con il quale Christiane non va d’accordo.
A dodici anni inizia a frequentare il gymnasium unificato di Gropiusstadt, dove rimane colpita da Kessi, una compagna di classe che lei descrive come molto precoce e che non dimostra la sua età. Diventa amica di lei ed entrambe iniziano a frequentare regolarmente la “Haus der Mitte”, una struttura giovanile gestita dalla chiesa protestante, dove Christiane, provando l'hashish, inizia la sua esperienza con le droghe. Prende, così, a fumarlo regolarmente con il suo nuovo gruppo di amici, per poi passare nel giro di poco tempo al consumo di alcolici e, in seguito, all'utilizzo di droghe sintetiche (Mandrax, LSD, efedrina) e di psicofarmaci (diazepam).
Sempre insieme a Kessi trascura la scuola e inizia a frequentare di nascosto la discoteca Sound nei fine settimana, mentendo sistematicamente a sua madre; qui incontra nuovi amici e si innamora di un ragazzo di nome Detlef. Quando l’eroina diventa di uso comune all’interno del locale, Detlef la prova, trovando inizialmente l’opposizione di Christiane, la quale, comunque, un mese prima del suo quattordicesimo compleanno la assume per la prima volta tramite inalazione, dopo aver preso parte al concerto di David Bowie del 10 aprile 1976 alla Deutschlandhalle.
Da quel momento, Christiane inizia a inalare regolarmente eroina e a commettere piccoli crimini per ottenere il denaro necessario ad acquistare la dose, fino ad arrivare, nell'estate dello stesso anno, nei bagni pubblici della Bülowstraße, a “farsi il suo primo buco”. Inizia così una doppia vita (tutte le mattine Christiane frequenta normalmente la scuola e passa i pomeriggi a procurarsi l'eroina alla stazione dello zoo a Charlottenburg) fino ad arrivare a contrarre un’epatite durante una gita scolastica e per la quale viene ricoverata in ospedale. Quando esce dall'ospedale scopre che Detlef si prostituisce alla stazione dello zoo, inizia così a fargli visita regolarmente per portargli del cibo. Sempre più spesso Christiane si trova a dormire a casa di Axel e Detlef, in un appartamento da lei stessa descritto come puzzolente e sporco, in cui tutti sono accomunati dall'uso di eroina.
A partire dal dicembre 1976 Christiane e Detlef iniziano a soffrire di crisi di astinenza, a causa delle quali si trovano obbligati a bucarsi più volte al giorno. L'approvvigionamento di eroina diventa per loro un bisogno costante, reso più difficile dalla necessità di quantità sempre maggiori. In seguito a una crisi di astinenza di Detlef, Christiane si prostituisce per la prima volta: viene avvicinata per strada da un uomo in macchina che la paga moltissimo per farsi masturbare. Christiane inizia, così, a prostituirsi sempre più spesso; trova anche dei clienti regolari, andando occasionalmente in coppia con Detlef, con la promessa che nessuno avrebbe avuto rapporti sessuali completi con i clienti. Con Babsi e Stella, due amiche del "periodo del Sound", inizia a scambiarsi i clienti e nel frattempo l'atmosfera fra le tre peggiora a causa della loro dipendenza che le porta a interessarsi solo al buco successivo.
All'inizio del 1977 la madre di Christiane si accorge finalmente della sua dipendenza a causa di un malore avuto in seguito a un'iniezione nel bagno di casa; con il suo sostegno Christiane e Detlef iniziano la prima di una lunga serie di disintossicazioni. Dopo aver completato la disintossicazione, tornano per abitudine dai loro amici alla stazione dello zoo, dove iniziano nuovamente ad iniettarsi eroina. Riescono a stare lontani dal giro della droga per poco ma in breve tempo tornano dipendenti e ricominciano a prostituirsi. Il 7 aprile 1977 muore Atze, il primo ragazzo di Christiane, a causa di un'overdose. In seguito all'arresto di Christiane e alla segnalazione come tossicodipendente, sua madre inizia a controllarle regolarmente le braccia; viene, successivamente, mandata da sua nonna per stare lontana da Berlino e disintossicarsi, riuscendoci. Al suo ritorno a Berlino scopre che un altro suo amico, Axel, è morto di overdose e, rimanendo profondamente turbata, riprende a bucarsi.
Volendo tentare una nuova disintossicazione, il servizio di consulenza sulle droghe le consiglia diverse cliniche, che però non accettano tossicodipendenti così giovani o hanno attese molto lunghe. Si rivolge, quindi, a un centro per il trattamento delle dipendenze della Narconon International (diretta emanazione della Chiesa di Scientology) dove completa la cura ma dal quale fugge diverse volte per comprare l'eroina. Pur ricavando un temporaneo beneficio da tale terapia, Christiane con la sua famiglia si renderanno presto conto del carattere estorsivo e puramente speculativo di questa organizzazione. Alla fine, suo padre la porta via per cercare di farla disintossicare definitivamente; le impone orari e lavori da fare in casa ma, nonostante ciò, riesce ugualmente a frequentare il giro di spaccio locale nelle poche ore libere dal quale ricava delle piccole quantità da inalare.
Nel frattempo, Detlef viene arrestato per aver derubato un cliente. Christiane si rende conto di essere nuovamente dipendente e le piccole quantità fornite gratuitamente che fino ad ora riusciva a procurarsi non le sono più sufficienti; per potersi bucare ricomincia a frequentare la “Bahnhof zoo”, dove incontra un cliente abituale di Babsi e Stella e con lui ha rapporti sessuali. I due si frequentano regolarmente e Christiane viene a sapere che Stella è in prigione e Babsi è in riabilitazione alla Narconon International. Babsi viene poi ricoverata per un'epatite in ospedale, dal quale tuttavia riesce a fuggire: dopo poco è sul giornale come la più giovane morte per droga della Germania (decesso avvenuto il 19 luglio 1977). Quando il padre di Christiane si accorge degli incontri con il cliente, la rinchiude in casa per tentare una nuova disintossicazione, ma nonostante ciò continua a ricevere eroina dal cliente stesso, riuscendo a scappare. Torna dopo poco per convincere il padre a far uscire Stella di prigione per tentare una disintossicazione insieme. In verità, però, le due continuano a iniettarsi eroina e a prostituirsi per finanziare la loro dipendenza.
Fisicamente e mentalmente distrutta, Christiane finalmente va di sua iniziativa nella clinica psichiatrica Karl Bonhoeffer per essere curata; qui, tuttavia, viene trattata come una paziente mentalmente instabile, non trovando le cure di cui ha bisogno e provando poi a fuggire, senza successo. L'occasione si presenta con un'infezione fungina, a seguito della quale viene portata in ospedale e scappa. Viene nuovamente ricoverata a causa di un'epatite e, anche stavolta, fugge dall'ospedale. A causa di questa ennesima fuga sia le autorità sia la madre perdono la speranza di disintossicarla e rinunciano. Sentendosi abbandonata e sola decide di porre fine alla sua vita con un'overdose (il buco finale) alla quale riesce miracolosamente a sopravvivere; una volta ripresa dal tentativo, lei e Detlef vanno a vivere con un cliente ed entrambi cercano di finanziare la loro dipendenza con lo spaccio di droga.
A seguito di un nuovo arresto, prima del quale Christiane era stata segnalata come scomparsa, viene riportata a casa e, nel novembre del 1977, viene forzatamente trasferita dalla madre in un paesino della campagna dello Schleswig-Holstein vicino ad Amburgo ospite della zia e della nonna. Il trasferimento all'inizio è difficile, viene anche esclusa dall'istituto tecnico a causa dei suoi precedenti, ma riesce comunque a frequentare con buoni risultati un istituto professionale. La lontananza dalle tentazioni di Berlino e il contatto con un ambiente sociale più semplice riescono finalmente a farla uscire dalla dipendenza dall'eroina.

## Personaggi principali

### Christiane
Vera Christiane Felscherinow (Amburgo, 20 maggio 1962) è la protagonista e narratrice del romanzo. Fa uso di droghe leggere a dodici anni per poi passare all'uso di eroina, attraverso il consumo di psicofarmaci e allucinogeni.

### Detlef
Detlef R. (1958) è il fidanzato di Christiane negli anni raccontati dal libro. Come la sua ragazza, era tossicodipendente e dedito alla prostituzione. Nel libro si racconta che Detlef vive nell'appartamento di Axel. Un po' più grande di Christiane e delle sue amiche, Detlef non sembra avere alle spalle le stesse tragiche situazioni famigliari nonostante si faccia riferimento ad una separazione tra i genitori (in precedenza Detlef viveva solamente con il padre nel quartiere Lankwitz di Berlino). Christiane descrive in modo molto efficace una dolcezza caratteriale di Detlef che sembra stridere in modo forte con il genere di vita condotto dal giovane.
Le ultime notizie che si hanno di lui nel libro parlano di un suo momentaneo collasso dopo un'iniezione di eroina e di un arresto da parte della polizia. La sua unica apparizione pubblica che segue ai racconti del libro è rappresentata dall'intervista nello speciale a cura dello Spiegel del 1995 dedicato all'evoluzione delle diverse storie dei ragazzi dello zoo di Berlino. Secondo quanto si evince da questa intervista, Detlef si sarebbe disintossicato dall'eroina dal 1980, dopo aver eseguito un trattamento in Svezia. Si evince inoltre che fino al 1995 viveva con la sua nuova compagna e due figli a Berlino, lavorando come autista di autobus per disabili. A proposito della sua relazione con Christiane, ha affermato che essa sarebbe stata basata più sulla tossicodipendenza (da lui definita un "peccato di gioventù") che su un vero e proprio legame affettivo.
Nell'intervista del 1995 Detlef appare tranquillo e ormai lontano da quegli anni. Dei "ragazzi dello Zoo di Berlino" appare quello che maggiormente è riuscito a distaccarsi dal suo passato. Nonostante ciò, al termine dell'intervista, Detlef afferma che "essere una volta drogato significa in fondo esserlo per sempre" e che gli capita ancora di sognare, nei suoi incubi, l'esperienza con l'eroina.

### Babsi
Babette Tatjana Döge (Berlino, 1963 - Berlino, 19 luglio 1977), detta Babsi, era figlia di Lili Cziczeo, un'ex ballerina a Berlino Est diventata in seguito una fotomodella in Occidente. Il padre biologico di Babsi si era invece suicidato quando lei era ancora piccola. Crescendo, la ragazza era stata adottata dal nuovo marito della madre, un rinomato pianista jazz rumeno (Eugen Cicero, padre di Roger Cicero). La famiglia sembrava però non curarsi più di tanto di lei. Viveva infatti nel lussuoso appartamento di Schöneberg con i nonni materni, che lei odiava al punto da tentare più volte di fuggire di casa.
Babsi era la migliore amica di Christiane e condivideva con lei tutta la quotidianità della vita da giovane junkie. Babsi era fortemente dipendente dall'eroina, costretta ad assumerne più dosi in una giornata. Nei racconti di Christiane, Babsi appare come una ragazzina molto bella, dolcissima e affascinante. Al tempo stesso sembra completamente incapace di ribellarsi al suo destino di morte ed eroina. Nel libro sono riportate le copie di alcuni suoi disegni dal contenuto molto forte accanto ai quali è scritto: «Forse io amo così tanto la morte da non voler smettere di bucarmi».
Dopo un tentativo di riabilitazione presso un centro della Narconon International, venne ricoverata negli ospedali di Tubinga e di Berlino a causa del fegato colpito dall'epatite e dalla dipendenza dall'eroina ma riuscì a fuggire da quest'ultimo. Poco dopo fu trovata morta in Brotteroder Straße nel quartiere di Marienfelde in casa di un conoscente che frequentava il giro della droga e della prostituzione, stroncata da un'overdose. Aveva appena 14 anni. Christiane aveva l'abitudine di comprare spesso il quotidiano Berliner Zeitung per leggere di eventuali morti di overdose, da quando il suo primo ragazzo, di nome Atze, era stato trovato morto con ancora la siringa nel braccio. Quando lesse della morte di Babsi, Christiane ne restò profondamente sconvolta.
La storia di Babsi divenne famosa per essere stata la più giovane vittima della droga di Berlino dell'epoca.
Esiste un'intervista video fatta a Babsi (che appare sempre di spalle) un mese prima della sua morte. Di seguito è riportata la traduzione:
Intervistatore "Da quanto tempo ti fai?"
Babette: "Un anno e mezzo"
Intervistatore: "Quanto spendi al giorno?"
Babette: "Approssimativamente, 100 marchi"
Intervistatore: "Da dove vengono i soldi?"
Babette: "Prostituzione, mi prostituisco. I miei genitori sono rimasti molto delusi e arrabbiati ovviamente... Beh, ho promesso loro che mi ripulirò... Adesso voglio provare a ricostruirmi una vita, tornare a scuola e finirla e fare manicure... (come lavoro NdT)".

### Stella
Catherine Schabeck (1962 - maggio 2004), detta Stella, sopravvisse alla tossicodipendenza narrata nel libro. Stella ha anch'ella un passato segnato da un'infanzia difficile, con una madre alcolizzata e un padre morto durante un incendio quando lei aveva 10 anni di età. Nelle descrizioni di Christiane, Stella appare come una persona molto egoista e priva di quel fascino che Christiane ritrova in Babsi. In un punto del libro si descrive di una volta in cui Christiane, Stella e altre due bucomani entrambe di nome Tina, riescono con difficoltà a procurarsi la droga e la affidano a Stella. Quest'ultima d'improvviso si volatilizza per poi venire rintracciata alcune ore dopo, con solo metà della roba, dopo averne consumato il resto. Il laconico commento di Christiane è: "tipico di Stella". Della scena non vi è traccia nel film, in cui Stella è poco più che una comparsa.
Nel luglio del 1977 viene arrestata e condannata a una pena detentiva. Nel carcere dove è stata rinchiusa ha anche avuto modo di conoscere alcune militanti della RAF. Anche dalle ultime notizie che si danno di lei nel libro, risulta che Stella si trovi in prigione. Due curiosità: nel film del 1981 ispirato al libro di Christiane, Stella recita nel ruolo di Linda, una delle ragazzine che gravitano intorno alla discoteca Sound; secondo alcuni, inoltre, è la ragazza che appare di spalle nella copertina della versione tedesca del libro.
Stella fa una breve comparsa nello speciale di Radio Bremen del 1983 dedicato a Christiane ed è presente nello speciale dello Spiegel del 1995. Nelle interviste per questo documentario appare completamente distrutta e in preda ad una fase avanzata di alcolismo. Secondo alcune testimonianze, ha fatto uso di altre sostanze stupefacenti, soprattutto di cocaina. Stando alle notizie del documentario, viveva con una pensione sociale. Morirà a 42 anni, presumibilmente non più eroinomane, ma con problemi di alcolismo e dipendenza da cocaina. La notizia della sua morte apparve nel maggio del 2004 su un quotidiano dei Paesi Bassi.

### Kessi
Suzanne Kuhn (1962), detta Kessi, era la compagna di ginnasio di Christiane. Già matura in epoca puberale, tanto da riuscire a ingannare il personale della discoteca Sound in merito alla propria età, aveva iniziato con Christiane l'uso di droghe leggere. È descritta come figlia di una donna che aveva avuto diversi compagni, i quali non accettavano la presenza di Kessi (l'ultimo è descritto da Christiane come un uomo violento). Provvidenzialmente scoperta da sua madre in una delle loro sortite notturne, stando al racconto di Christiane, le fu limitata la propria libertà di movimento e di frequentazioni, al punto da poter conseguire normalmente il diploma. Appare nel reportage del 1995 su Christiane.

### Atze
Andreas Horst Kurt Wieczorek (1960 - 7 aprile 1977), detto Atze, è stato il primo fidanzato di Christiane, conosciuto alla discoteca Sound. Eroinomane, conviveva con la sua fidanzata infermiera Simone. È cronologicamente la prima persona narrata nel libro a morire (suicidandosi con un'overdose nella sua casa in Rostocker Straße nel quartiere berlinese di Moabit e lasciando una lettera d'addio con cui metteva in guardia tutti gli adolescenti dal pericolo rappresentato dall'eroina) ed è l'unico citato con il cognome per intero (erroneamente trascritto "Wiczoezk" a pagina 138 della prima edizione italiana). Si accenna a un ingresso di Simone nella tossicodipendenza e nella prostituzione a seguito della morte di Atze.

### Axel
Axel W. (1960 - 1977), anche lui tossicodipendente e migliore amico di Detlef, morì di overdose nel 1977 nell'appartamento che la madre gli aveva comprato alla periferia di Berlino (e nel quale, come detto sopra, viveva anche Detlef) mentre Christiane era in campagna dai nonni in uno dei suoi tentativi di disintossicarsi. Al suo rientro a Berlino scopre della morte di Axel e ne rimane colpita anche per il disinteresse del resto del gruppo che fa di tutto per dimenticarlo. Nel film viene invece trovato morto nel suo letto da Detlef e Christiane, con la siringa ancora nel braccio. Dopo la sua morte, la madre decise di vendere l'appartamento e Detlef, rimasto senza un posto dove dormire, accettò l'invito di un suo cliente.

### Altri
- Bernd.
- Frank H., detto Hühnchen ("Pollo") o Leiche ("Cadavere").
- Bienenstich ("Pungiglione").
- Lufo (m. 25 gennaio 1978)
- Heinz W., maturo rappresentante di commercio con la passione per le adolescenti. Frequentatore di Christiane e di Babsi, procurava loro direttamente la dose di eroina in cambio di prestazioni sessuali. L'uomo realizzava con loro foto pornografiche. Sarà incriminato e condannato per prostituzione minorile, facendo emergere ai media la figura di Christiane, anch'ella incriminata. La ragazza commenta come l'uomo avrebbe avuto bisogno di uno psichiatra anziché della prigione.

## Adattamenti cinematografici e televisivi
Oltre al già citato film Christiane F. - Noi, i ragazzi dello zoo di Berlino del 1981, nel maggio 2021 viene pubblicata sulla piattaforma streaming Amazon Prime una miniserie televisiva composta da otto episodi che, raccontando in chiave moderna la storia di Christiane Vera Felscherinow, offre una rivisitazione molto radicale del libro.